# Barnacullian
Barnacullian är ett berg i republiken Irland.   Det ligger i grevskapet Wicklow och provinsen Leinster, i den östra delen av landet, 30 km söder om huvudstaden Dublin. Toppen på Barnacullian är 703 meter över havet. Barnacullian ingår i Wicklowbergen.
Terrängen runt Barnacullian är huvudsakligen lite kuperad.Runt Barnacullian är det glesbefolkat, med 9 invånare per kvadratkilometer. Närmaste större samhälle är Blessington, 13,7 km nordväst om Barnacullian. I omgivningarna runt Barnacullian växer i huvudsak blandskog.